# Cute
Cute (/kjuːto/, stiliserat som °C-ute (℃-ute?)) var en japansk musikgrupp (tjejgrupp), bildad 2005 av producenten Tsunku. De gav ut nio album och 31 singlar. Gruppen bestod av fem medlemmar. Den 12 juni 2017 höll gruppen sin sista konsert i Saitama Super Arena.

## Medlemmar
| Namn          | Födelsedatum    | Medlemsfärg |
| ------------- | --------------- | ----------- |
| Maimi Yajima  | 7 februari 1992 | Röd         |
| Saki Nakajima | 5 februari 1994 | Blå         |
| Airi Suzuki   | 12 april 1994   | Rosa        |
| Chisato Okai  | 21 juni 1994    | Grön        |
| Mai Hagiwara  | 7 februari 1996 | Gul         |

### Tidigare medlemmar
- Megumi Murakami (村上 愛? ; född 6 juni 1992 i Saitama prefektur)
- Kanna Arihara (有原 栞菜? ; född 15 juni 1993 i Yokohama, Kanagawa prefektur)
- Erika Umeda (梅田 えりか? ; född 24 maj 1991 i Minami-ku, Yokohama, Kanagawa prefektur)

## Diskografi

### Singlar
| N° | Titel | Utgivningsdatum   | Topplacering                |
| N° | Titel | Utgivningsdatum   | Oricon Weekly Singles Chart |
| -- | --- | ----------------- | --------------------------- |
| 1  | "Massara Blue Jeans" (まっさらブルージーンズ?) | 6 maj 2006        | —                           |
| 2  | "Soku Dakishimete" (即 抱きしめて?) | 3 juni 2006       | —                           |
| 3  | "Ōkina Ai de Motenashite" (大きな愛でもてなして?) | 9 juli 2006       | —                           |
| 4  | "Wakkyanai (Z)" (わっきゃない（Ｚ）?) | 29 juli 2006      | —                           |
| 1  | "Sakura Chirari" (桜チラリ?) | 21 februari 2007  | 5                           |
| 2  | "Meguru Koi no Kisetsu" (めぐる恋の季節?) | 11 juli 2007      | 5                           |
| 3  | "Tokaikko Junjō" (都会っ子 純情?) | 17 oktober 2007   | 3                           |
| 4  | "LALALA Shiawase no Uta" (ＬＡＬＡＬＡ 幸せの歌?) | 27 februari 2008  | 6                           |
| —  | "Koero! Rakuten Eagles" (越えろ!楽天イーグルス?) | 20 mars 2008      | —                           |
| 5  | "Namida no Iro" (涙の色?) | 23 april 2008     | 4                           |
| 6  | "Edo no Temari Uta II" (江戸の手毬唄Ⅱ?) | 30 juli 2008      | 5                           |
| 7  | "FOREVER LOVE" (ＦＯＲＥＶＥＲ ＬＯＶＥ?) | 26 november 2008  | 5                           |
| 8  | "Bye Bye Bye!" (Ｂｙｅ Ｂｙｅ Ｂｙｅ！?) | 15 april 2009     | 4                           |
| 9  | "Shochū Omimai Mōshiagemasu" (暑中お見舞い申し上げます?) | 1 juli 2009       | 5                           |
| 10 | "EVERYDAY Zekkōchō!!" (ＥＶＥＲＹＤＡＹ絶好調！！?) | 16 september 2009 | 2                           |
| 11 | "SHOCK!" (ＳＨＯＣＫ！?) | 6 januari 2010    | 5                           |
| 12 | "Campus Life ~Umarete Kite Yokatta~" (キャンパスライフ～生まれて来てよかった～?)                                                                                | 28 april 2010     | 5                           |
| 13 | "Dance de Bakōn!" (Ｄａｎｃｅでバコーン！?) | 25 september 2010 | 8                           |
| —  | "Akuma de Cute na Seishun Graffiti" (アクマでキュートな青春グラフィティ?)                                                                                       | 13 oktober 2010   | —                           |
| 14 | "Aitai Lonely Christmas" (会いたいロンリークリスマス?) | 1 december 2010   | 6                           |
| 15 | "Kiss me Aishiteru" (Kiss me 愛してる?) | 23 februari 2011  | 4                           |
| 16 | "Momoiro Sparkling" (桃色スパークリング?) | 25 maj 2011       | 6                           |
| 17 | "Sekaiichi HAPPY na Onna no Ko" (世界一ＨＡＰＰＹな女の子?) | 7 september 2011  | 6                           |
| 18 | "Kimi wa Jitensha Watashi wa Densha de Kitaku" (君は自転車 私は電車で帰宅?)                                                                                     | 18 april 2012     | 3                           |
| 19 | "Aitai Aitai Aitai na" (会いたい会いたい会いたいな?) | 5 september 2012  | 4                           |
| 20 | "Kono Machi" (この街?) | 6 februari 2013   | 4                           |
| 21 | "Crazy Kanzen na Otona" (Crazy 完全な大人?) | 3 april 2013      | 3                           |
| 22 | "Kanashiki Amefuri/Adam to Eve no Dilemma" (悲しき雨降り/アダムとイブのジレンマ?)                                                                               | 10 juli 2013      | 4                           |
| 23 | "Tokai no Hitorigurashi/Aitte Motto Zanshin" (都会の一人暮らし/愛ってもっと斬新?)                                                                               | 6 november 2013   | 3                           |
| 24 | "Kokoro no Sakebi wo Uta ni Shitemita/Love take it all" (心の叫びを歌にしてみた/Love take it all?)                                                              | 5 mars 2014       | 2                           |
| 25 | "The Power/Kanashiki Heaven" (The Power／悲しきヘブン?) | 16 juli 2014      | 3                           |
| 26 | "I miss you/THE FUTURE" (I miss you/THE FUTURE?) | 19 november 2014  | 4                           |
| 27 | "The Middle Management ~Josei Chuukan Kanrishoku~/Gamusha LIFE/Tsugi no Kado wo Magare" (The Middle Management ～女性中間管理職～／我武者LIFE／次の角を曲がれ?) | 1 april 2015      | 3                           |
| 28 | "Arigatou ~Mugen no Yell~/Arashi wo Okosunda Exciting Fight!" (ありがとう～無限のエール～／嵐を起こすんだ Exciting Fight!?)                                     | 28 oktober 2015   | 2                           |
| 29 | "Naze Hito wa Arasoun Darou?/Summer Wind/Jinsei wa STEP!!" (何故 人は争うんだろう？／Summer Wind／人生はSTEP!?)                                                 | 20 april 2016     | 2                           |
| 30 | "Mugen Climax/Ai wa Maru de Seidenki/Singing ~Ano Koro no You ni~" (夢幻クライマックス／愛はまるで静電気／Singing～あの頃のように～?)                           | 2 november 2016   | 2                           |
| 31 | "To Tomorrow/Final Squall/The Curtain Rises" (To Tomorrow／ファイナルスコール／The Curtain Rises?)                                                              | 29 mars 2017      | 2                           |

### Album
| N° | Titel | Utgivningsdatum  | Topplacering               |
| N° | Titel | Utgivningsdatum  | Oricon Weekly Albums Chart |
| -- | --- | ---------------- | -------------------------- |
| 1  | Cutie Queen VOL. 1 (キューティークイーン ＶＯＬ．１?)                                                                          | 25 oktober 2007  | 15                         |
| 2  | 2 mini ~Ikiru to Iu Chikara~ (②ｍｉｎｉ ～生きるという力～?)                                                                   | 17 april 2007    | 21                         |
| 3  | 3rd ~LOVE Escalation!~ (３ｒｄ～ＬＯＶＥ エスカレーション！～?)                                                                | 12 mars 2008     | 10                         |
| 4  | 4 Akogare My STAR (④憧れＭｙＳＴＡＲ?)                                                                                         | 28 januari 2009  | 13                         |
| —  | °C-ute Nan Desu! Zen Single Atsumechaimashita! 1 (℃－ｕｔｅなんです！全シングル集めちゃいましたっ！①?)                         | 18 november 2009 | 17                         |
| 5  | Shocking 5 (ショッキング５?)                                                                                                   | 24 februari 2010 | 25                         |
| 6  | Chō WONDERFUL! 6 (超WONDERFUL!6?)                                                                                              | 6 april 2011     | 20                         |
| 7  | Dainana Shō "Utsukushikutte Gomen ne" (第七章「美しくってごめんね」?)                                                          | 8 februari 2012  | 15                         |
| —  | 2 Cute Shinseinaru Best Album (②℃-ute神聖なるベストアルバム?)                                                                  | 21 november 2012 |                            |
| —  | ℃-ute Cutie Sélection ~A nos Amis de France!~ ( —?)                                                                            | 7 juli 2013      |                            |
| 8  | 8 Queen of J-POP ( -?) | 4 september 2013 | 6                          |
| —  | COUNTDOWN JAPAN 13/14 Shutsuen Kinen! ℃-ute 12/30 Setlist Album ( COUNTDOWN JAPAN 13/14」出演記念！℃-ute 12/30 Setlist Album?) | 30 december 2013 |                            |
| 9  | ℃maj9 ( -?) | 23 december 2015 | 8                          |
| —  | ℃OMPLETE SINGLE COLLECTION (℃OMPLETE SINGLE COLLECTION?)                                                                       | 3 maj 2017       | 5                          |

## Videografi

### Musikvideor
| Singelnummer        | Titel                                                    | Officiell video på Youtube |
| ------------------- | -------------------------------------------------------- | -------------------------- |
| Oberoende skivbolag |                                                          |                            |
| 1                   | "Massara Blue Jeans"                                     | titta                      |
| 2                   | "Soku Dakishimete"                                       | titta                      |
| 3                   | "Ōkina Ai de Motenashite"                                | titta                      |
| 4                   | "Wakkyanai (Z)" (Live Version)                           | titta                      |
| Stor skivbolag      |                                                          |                            |
| 1                   | "Sakura Chirari"                                         | titta                      |
| 2                   | "Meguru Koi no Kisetsu"                                  | titta                      |
| 3                   | "Tokaikko Junjō"                                         | titta                      |
| 4                   | "LALALA Shiawase no Uta"                                 | titta                      |
| —                   | "Koero! Rakuten Eagles" (°C-ute Ver.)                    | titta                      |
| 5                   | "Namida no Iro"                                          | titta                      |
| 6                   | "Edo no Temari Uta II"                                   | titta                      |
| 7                   | "FOREVER LOVE"                                           | titta                      |
| 8                   | "Bye Bye Bye!"                                           | titta                      |
| 9                   | "Shochū Omimai Mōshiagemasu"                             | titta                      |
| 10                  | "EVERYDAY Zekkōchō"                                      | titta                      |
| 11                  | "SHOCK!"                                                 | titta                      |
| —                   | "Shigatsu Sengen"                                        | titta                      |
| 12                  | "Campus Life ~Umarete Kite Yokatta~"                     | titta                      |
| 13                  | "Dance de Bakōn"                                         | titta                      |
| 14                  | "Aitai Lonely Christmas"                                 | titta                      |
| 15                  | "Kiss me Aishiteru"                                      | titta                      |
| 16                  | "Momoiro Sparkling"                                      | titta                      |
| 17                  | "Sekaiichi HAPPY na Onna no Ko"                          | titta                      |
| —                   | "Amazuppai Haru ni Sakura Saku" av Berryz Kobo × °C-ute  | titta                      |
| —                   | "Busu ni Naranai Tetsugaku" av Hello! Project Mobekimasu | titta                      |
| —                   | "Yuke! Genki-kun" av Mai Hagiwara                        | titta                      |
| 18                  | "Kimi wa Jitensha Watashi wa Densha de Kitaku"           | titta                      |
| —                   | "Chō HAPPY SONG" av Berryz Kobo × °C-ute                 | titta                      |
| 19                  | "Aitai Aitai Aitai na"                                   | titta                      |
| 20                  | "Kono Machi"                                             | titta                      |
| 21                  | "Crazy Kanzen na Otona"                                  | titta                      |
| 22                  | "Kanashiki Amefuri"                                      | titta                      |
| 22                  | "Adam to Eve no Dilemma"                                 | titta                      |
| 23                  | "Tokai no Hitorigurashi"                                 | titta                      |
| 23                  | "Aitte Motto Zanshin"                                    | titta                      |
| 24                  | "Kokoro no Sakebi wo Uta ni Shitemita"                   | titta                      |
| 24                  | "Love take it all"                                       | titta                      |
| 25                  | "The Power"                                              | titta                      |
| 25                  | "Kanashiki Heaven"                                       | titta                      |
| 26                  | "I miss you"                                             | titta                      |
| 26                  | "THE FUTURE"                                             | titta                      |
| 27                  | "The Middle Management ~Josei Chuukan Kanrishoku~"       | titta                      |
| 27                  | "Gamusha LIFE"                                           | titta                      |
| 27                  | "Tsugi no Kado wo Magare"                                | titta                      |
| 28                  | "Arigatou ~Mugen no Yell~"                               | titta                      |
| 28                  | "Arashi wo Okosunda Exciting Fight!"                     | titta                      |
| 29                  | "Naze Hito wa Arasou n' Darō?"                           | titta                      |
| 29                  | "Summer Wind"                                            | titta                      |
| 29                  | "Jinsei wa STEP!"                                        | titta                      |
| 30                  | "Mugen Climax"                                           | titta                      |
| 30                  | "Ai wa Maru de Seidenki"                                 | titta                      |
| 30                  | "Singing ~Ano Koro no You ni~"                           | titta                      |
| 31                  | "To Tomorrow"                                            | titta                      |
| 31                  | "Final Squall"                                           | titta                      |
| 31                  | "The Curtain Rises"                                      | titta                      |